# Ліфт (Зона сутінків)
Ліфт (англ. The Elevator) — перший сегмент 16-го епізоду 1-го сезону телевізійного серіалу «Зона сутінків».

## Сюжет
Двоє братів, Вілл та Роджер, заїжджають на автомобілі до подвір'я, на території якого знаходиться секретна лабораторія їхнього батька-вченого, який займається створенням та розведенням ссавців незвичайних порід. Незважаючи на заборону батька, юнаки вирішують таємно проникнути до цієї лабораторії, щоб задовольнити власну цікавість. Увійшовши непомітно всередину занедбаної споруди, хлопці постійно натикаються на розкидані по підлозі трупи щурів неприродно великих розмірів, при цьому кожен наступний щур за габаритами більший, ніж попередній. Врешті-решт, пройшовши деяку відстань через павутиння та різний мотлох, брати знаходять клітку, в якій лежить труп звичайної домашньої кішки, що через занадто великі розміри більше нагадує дикі породи. Вілл та Роджер намагаються знайти батька та кличуть його, однак ніхто не озивається. Рухаючись далі, хлопці знаходять гігантську тканину тваринного походження, яка за структурою є дуже подібною до сирого м'яса. Проте батька їм таки не вдається знайти, незважаючи на досить ретельні пошуки.
Наприкінці епізоду один з братів знаходить старовинний ліфт, на якому обоє вирішують піднятися до наступного поверху. Однак, коли ліфт приїжджає та відкриваються його двері, на хлопців одразу нападає величезний павук та з'їдає їх. Кишеньковий ліхтарик, яким вони підсвічували, щоб орієнтуватися на місцевості, падає на підлогу, потім на нього починає капати кров убитих братів.

## Цікаві факти
- Тривалість епізоду становить трохи більше одинадцяти хвилин.
- Епізод не має оповіді ні на початку, ні в кінці.
- Епізод базується на однойменному оповіданні знаменитого американського письменника Рея Бредбері.

## Ролі виконують
- Стівен Джеофрейс — Вілл
- Роберт Прескотт — Роджер
- Брендон Блум — Вілл у дитинстві
- Дуглас Емерсон — Роджер у дитинстві

## Реліз
Прем'єрний показ епізоду відбувся у США та Великій Британії 31 січня 1986.